# Rondkopperiode

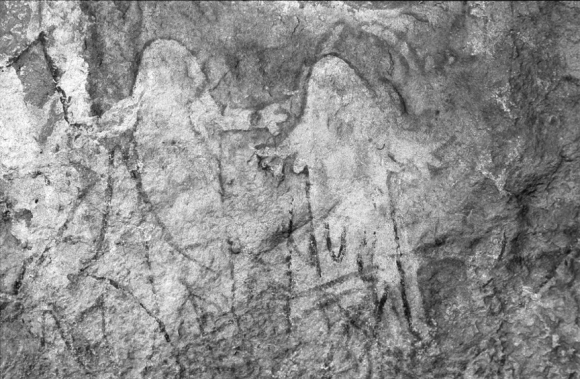
Djadoplateau: voorbeeld van een schildering uit de rondkopperiode dat een antropomorf afbeeldt die erg lijkt op het Kel Essuf-model

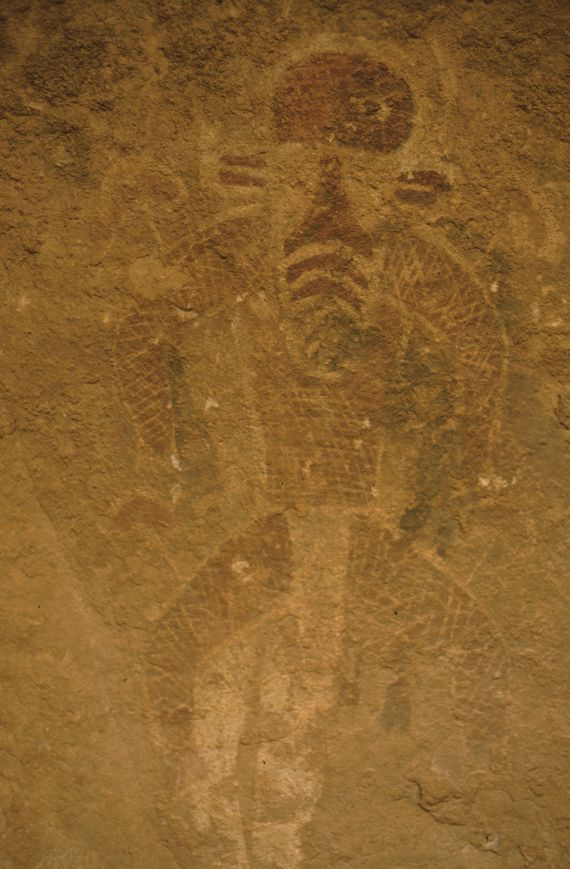
rondkopfiguur met masker in de stijl van een manenschaap

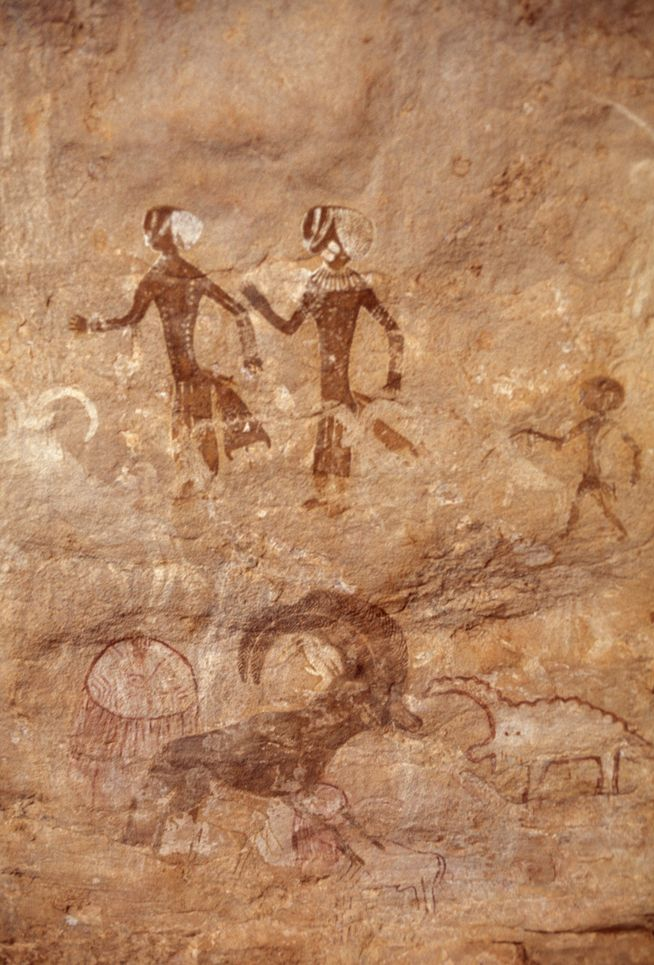
rondkopfiguren en dierfiguren, waaronder een manenschaap

De rondkopperiode is de vroegste periode van geschilderde rotskunst in de Centrale Sahara, grotendeels gecreëerd vanaf 9500-7500 tot rond 3000 BP. De rondkopperiode werd voorafgegaan door de Kel Essufperiode en gevolgd door de pastorale periode.  
Er zijn in de Centrale Sahara duizenden afbeeldingen van rondkop-kunst. Afgebeeld worden mensen en ongedomesticeerde dieren (bijv. manenschapen, antilopen), met een verscheidenheid aan details (bijv. dansen, ceremonies, maskers, spirituele dierlijke vormen). De geschilderde rondkop-kunst en gegraveerde Kel Essuf-kunst delen gewoonlijk dezelfde regio en soms dezelfde rotsschuilplaatsen. De rondkoptekeningen van de Tassili n'Ajjer en omliggende bergachtige gebieden vertonen aanzienlijke overeenkomsten met traditionele culturen in Sub-Sahara Afrika. 
De rondkopkunst wordt het meest aangetroffen in het plateaugebied van de Tassili, en minder talrijk in de bergachtige gebieden van Algerije en Libië (bijv. Tadrart Acacus),      

## Klimaat
Tussen het 16e en 15e millennium BP was de omgeving vochtig. Van 20.000 tot 13.000 BP was er sprake van een gevarieerd klimaatsysteem. De hooggelegen gebieden met bergen waren aanzienlijk natter dan de laaggelegen gebieden zonder bergen. In hooggelegen gebieden viel veel regen, waardoor er meren ontstonden, terwijl in laaggelegen gebieden sprake was van aanzienlijke droogte. In het Laat Pleistoceen, met zijn gevarieerde klimaatsysteem, bleven de bergachtige omgevingen voldoende vochtig, wat het mogelijk maakte dat dieren, planten en mensen daar konden leven. 

## Eigenschappen
De opvallende gelijkenissen tussen de Kel Essuf- en rondkop-kunst, samen met de gelijkenis in vorm, omvatten menselijke figuren in de vorm van een "halve maan" die verbonden is met de schouder(s), wezens in de vorm van een halve maan in de buurt van "figuren", mensen met bogen en stokken, en hoorns bovenop de hoofden van de Kel Essuf-figuren die lijken op de rondkop-figuren in configuratie (bijv. vorm, positie). Vanwege het ontbreken van deze gelijkenissen in de eropvolgende pastorale rotskunst kunnen deze worden beschouwd als bijzonderheden die uniek waren voor de jagers-verzamelaars van de Kel Essuf- en rondkop-periode. 
Een bijzonderheid die uniek is voor de Kel Essuf-rotskunst, in tegenstelling tot de rondkop-kunst, zijn de penisvormen. Deze penisvormen kunnen duiden op mannelijkheid en ontbreken in de rondkop-kunst mogelijk vanwege een taboe. Afgezien van deze afwezigheid zijn zowel de Kel Essuf- als de rondkop-kunst grotendeels samengesteld uit mannelijke vormen. 
Menselijke en ongedomesticeerde dierlijke (bijv. manenschapen, antilopen) kunstvormen worden gewoonlijk afgebeeld, met een verscheidenheid aan details (bijv. dansen, ceremonies, maskers, spirituele dierlijke vormen), in geschilderde rondkop rotstekeningen. Geschilderde rondkop rotstekeningen en gegraveerde Kel Essuf rotstekeningen delen gewoonlijk dezelfde regio en af en toe dezelfde rotsschuilplaatsen, in tegenstelling tot gegraveerde Bubaline rotstekeningen, die zelden voorkomen in rotstekeningenzones waar geschilderde rondkop rotstekeningen overwegend worden afgebeeld. 

## Geschiedenis
De rondkop-kunsttraditie was een voortzetting van de Kel Essuf-rotskunsttraditie. Terwijl de Bubaline-rotskunst geen prominentie aan mensen gaf, deed de rondkop-kunst dat wel. Het verschil in menselijke prominentie dat door de Bubaline-rotskunstenaars en de rondkop-kunstenaars werd afgebeeld, als indicatie van een toenemend bewustzijn van het belang en de invloed van mensen, kan worden gezien als een representatieve overgang in de rotskunst van de Centrale Sahara van het laatpaleolithicum naar het neolithicum. Buffels, oerossen, krokodillen en vissen worden afgebeeld op de rondkop-kunst. De rondkop-kunst bevat ook afbeeldingen die verband houden met landbouw en domesticatie van dieren: er is bijvoorbeeld een rondkop-schildering in Tassili N'Ajjer met een gemuilkorfde antilope.  
De voorlopers van de rondkop-kunst waren mogelijk afkomstig uit het bergachtige noordelijke gebied van Niger (bijvoorbeeld Adrar Bous, Aïr). Deze gebieden worden archeologisch als vergelijkbaar beschouwd, bijvoorbeeld wat betreft het aardewerk. Op basis van de data die zijn verkregen voor het aardewerk in de noordelijke Sahara (8e millennium BP), Tibesti (8949 BP), Libië (8950 BP) en Tin Hanakaten (9420 BP), zou het kerngebied voor het oudste aardewerk van de Sahara waarschijnlijk in de gedeelde regio (bijvoorbeeld Tassili, Aïr, Adrar Bous) van Niger en Algerije hebben gelegen.  
Mori (1967) opperde als eerste de hypothese dat de rondkop-kunst zich ontwikkelde uit de Kel Essuf-rotskunst in de Acacus-regio. Deze veronderstelde evolutie vindt steun in het feit dat in de Tadrart Rouge van Algerije de rondkop-kunst werd gesuperponeerd op de Kel Essuf-rotskunst. De overlapping van de rondkop-kunst op de Kel Essuf-rotskunst wordt ook gezien als een ontwikkelingspatroon van eenvoudigere Kel Essuf-gravures tot complexere, meer gedetailleerde rondkop-schilderingen.   
Vergelijkende analyse van de rotskunst van Tassili n'Ajjer en Djado resulteerde in de conclusie dat de rondkop-kunst van Djado de voorloper was van de rondkop-kunst van Tassili n'Ajjer. Met de enneris van het bergachtige gebied van Djado als oorsprong, migreerden de makers van de rondkop-kunst van Djado naar Tassili en, als voortzetting van de artistieke traditie van Djado, produceerden de rondkop-kunst van Tassili n' Ajjer. 

## Economie
De rondkop-kunstenaars hielden zich bezig met jagen en verzamelen, maakten aardewerk en hielden dieren.  
Aan het begin van het 10e millennium BP, tijdens het epipaleolithicum, werden de muren van rotsschuilplaatsen (bijvoorbeeld Tin Torha, Tin Hanakaten) gebruikt als basis voor proto-dorpshutten waarin families woonden, evenals voor haarden, die wellicht geschikt waren voor de mobiele levensstijl van half-sedentaire jagers-verzamelaars. Een eenvoudige stenen muur, gedateerd op 10.508 ± 429 cal BP/9260 ± 290 BP, werd mogelijk gebruikt om als windbreker te dienen. 
In Uan Afuda waren resten van manden met wilde planten erin en touwen te vinden, die dateren uit de periode tussen 8700 en 8300 BP. Tussen 7500 v.Chr. en 3500 v.Chr. werden in de Groene Sahara ongedomesticeerde planten uit de centrale Sahara verbouwd, opgeslagen en gekookt, en werden in de buurt van de Takarkori-rotsschuilplaats gedomesticeerde dieren gemolken en verzorgd. Het culturele belang van het hoeden van het manenschaap (Ammotragus lervia) werd aangetoond door hun aanwezigheid in de rondkop-tekeningen van de Centrale Sahara, bijvoorbeeld in de Libische Tadrart Acacus en de Algerijnse Tassili n'Ajjer. Nabij de Uan Afuda-grot werden vanaf 9500 BP manenschapen bijeengedreven in stenen omheiningen.     
Op verschillende locaties in Tin Torha gebruikten jagers-verzamelaars botten, gepolijste stenen voorwerpen, struisvogeleierenschalen en aardewerk. Planten (bijvoorbeeld Brachiaria, Echinochloa, Panicoideae, Panicum, Pennisetum, Sorghum / Andropogoneae) werden steeds vaker gebruikt in combinatie met stenen werktuigen die bedoeld waren om te malen en aardewerk dat bedoeld was om in te koken.  
Benen werktuigen waren afkomstig van verschillende soorten dieren (bijv. manenschaap, vogels, goudjakhals, Dorcasgazelle, grote holhoornigen, woestijnknobbelzwijn, zandvos). Een benen werktuig met versieringen kan zijn gebruikt als handvat voor een leiderschapsembleem. Er is ook een menselijk bot gevonden dat mogelijk sporen van menselijke tussenkomst vertoonde. Verschillende bewerkingsmethoden (bijvoorbeeld breken, zagen) werden toegepast op geselecteerde botten, waarbij gebruik werd gemaakt van verschillende soorten stenen werktuigen (bijvoorbeeld klingen, microklingen, afslagen), en methoden (bijvoorbeeld schuren, schrapen) om de benen werktuigen te vormen. Dit vond plaats op lokaal niveau, en het type stenen werktuigen dat werd gebruikt bij het vormen van de benen werktuigen werd mogelijk ook gebruikt om oker te malen en planten te verwerken. Versieringen van benen gereedschappen kunnen een stijl en ontwerp weerspiegelen die zijn afgeleid van het mandenvlechten, wat vergelijkbaar kan zijn met het mandenwerk en touw en het aardewerkontwerp dat in de regio Acacus is gevonden. 